# Reina Mab

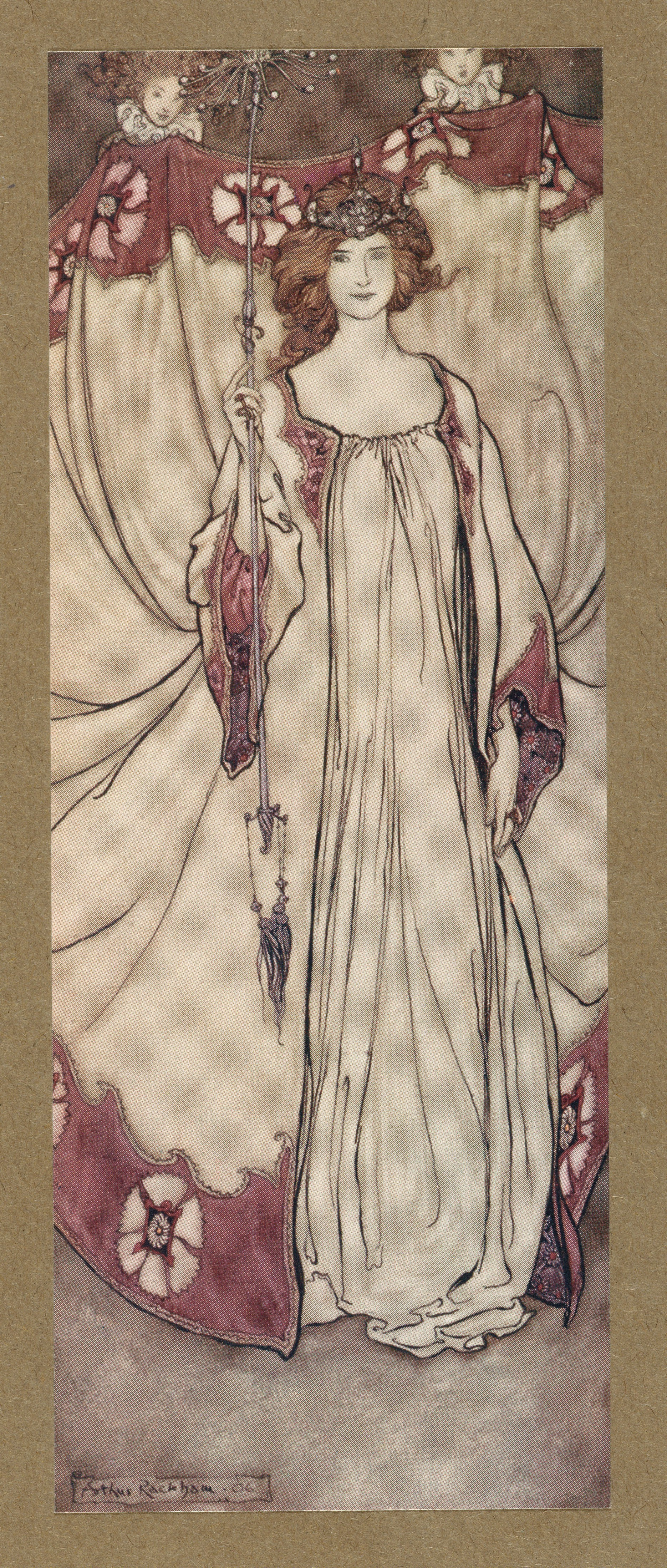
La Reina Mab, ilustración de Arthur Rackham, en Peter Pan en Kensington Gardens (Londres, 1906).

En el folclore inglés, la Reina Mab (Queen Mab) es un hada. Fue memorablemente descrita en un discurso en Romeo y Julieta como una criatura en miniatura que conduce su carro a través de las caras de personas durmientes y les obliga a soñar y a cumplir sus deseos. Ruben Darío es otro de los autores que hace referencia a ella, y que tiene una fuerte influencia de Garcilaso, el cual de manera inconsciente también habló de ella.

## Romeo y Julieta
En Romeo y Julieta, Mercucio define así a la Reina Mab:

Habla Mercucio:

Ya veo que te ha visitado la reina Mab,

la partera de las hadas. Su cuerpo

es tan menudo cual piedra de ágata

en el anillo de un regidor.

Sobre la nariz de los durmientes

seres diminutos tiran de su carro,

que es una cáscara vacía de avellana

y está hecho por la ardilla carpintera o la oruga

(de antiguo carroceras de las hadas).

Patas de araña zanquilarga son los radios,

alas de saltamontes la capota;

los tirantes, de la más fina telaraña;

la collera, de reflejos lunares sobre el agua;

la fusta, de hueso de grillo; la tralla, de hebra;

el cochero, un mosquito vestido de gris,

menos de la mitad que un gusanito

sacado del dedo holgazán de una muchacha.

Y con tal pompa recorre en la noche

cerebros de amantes, y les hace soñar el amor;

rodillas de cortesanos, y les hace soñar reverencias;

dedos de abogados, y les hace soñar honorarios;

labios de damas, y les hace soñar besos,

labios que suele ulcerar la colérica Mab,

pues su aliento está mancillado por los dulces.

A veces galopa sobre la nariz de un cortesano

y le hace soñar que huele alguna recompensa;

y a veces acude con un rabo de cerdo por diezmo

y cosquillea en la nariz al cura dormido,

que entonces sueña con otra parroquia.

A veces marcha sobre el cuello de un soldado

y le hace soñar con degüellos de extranjeros,

brechas, emboscadas, espadas españolas,

tragos de a litro; y entonces le tamborilea

en el oído, lo que le asusta y despierta;

y él, sobresaltado, entona oraciones

y vuelve a dormirse. Esta es la misma Mab

que de noche les trenza la crin a los caballos,

y a las desgreñadas les emplasta mechones de pelo,

que, desenredados, traen desgracias.

Es la bruja que, cuando las mozas yacen boca arriba,

las oprime y les enseña a concebir

y a ser mujeres de peso. Es la que.

## En el cine
En la miniserie de dos capítulos Merlín, aparece como la reina de la magia y la hechicería. En esta, enseña a Merlín todo sobre la magia para evitar que el paganismo desapareciera en Gran Bretaña. Aparece como un personaje cruel y hace de antagonista en la serie.

## En la música
En el año 2015 la compositora norteamericana Missy Mazzoli estrenó su "Quartet for Queen Mab", para cuerdas y opcionalmente, delay electrónico.